# Laiševskij rajon
Il Laiševskij rajon (in russo Лаишевский район?, in tataro: Лае́ш районы́) è un municipal'nyj rajon della Repubblica Autonoma del Tatarstan, in Russia. Istituito il 14 febbraio 1927, occupa una superficie di 2 094,43 chilometri quadrati, conta 61 794 abitanti ed è suddiviso in 1 città e 23 comuni rurali. Il centro amministrativo è la città di Laiševo. 
Il distretto si trova sulle rive del bacino di Samara. I fiumi principali sono il Volga, il Kama e la Mëša.